# Елязиг (аеропорт)
Аеропорт Елязиг (тур. Elazığ Havalimanı, (IATA: EZS, ICAO: LTCA)) — аеропорт у місті Елязиг, Туреччина. 
Вперше відкритий для повітряного сполучення в 1940 році, аеропорт Елязиг є одним із найстаріших аеропортів Туреччини, які все ще використовуються. 
Стара злітно-посадкова смуга 09/27 була закрита для цивільних потреб. 
Будівництво нової злітно-посадкової смугт 13/31 розпочато у 2021 році. 

Нова будівля терміналу та злітно-посадкова смуга 07/25 були побудовані у 2012 році. 
Старий термінал і злітно-посадкова смуга 09/27 на 2020-і роки під орудою турецьких збройних сил.

## Авіалінії та напрямки, серпень 2023
| Авіакомпанія     | Пункт призначення                            |
| ---------------- | -------------------------------------------- |
| AnadoluJet       | Анкара, Стамбул–Сабіха Гьокчен               |
| Pegasus Airlines | Стамбул–Сабіха Гьокчен, Ізмір Сезонно: Кельн |
| SunExpress       | Сезонні: Дюссельдорф, Франкфурт, Штутгарт    |
| Turkish Airlines | Стамбул Сезонний: Штутгарт                   |

## Статистика
Див. джерело запитів Вікіданих та джерела.